# Göttling (Runding)
Göttling ist ein Gemeindeteil der Gemeinde Runding im Landkreis Cham des Regierungsbezirks Oberpfalz im Freistaat Bayern.

## Geografie
Göttling liegt am Südrand der Cham-Further Senke 1 Kilometer südwestlich von Runding und 800 Meter nordöstlich der Bundesstraße 85 auf dem Nordufer des Regen.
Am Südwestrand von Göttling verläuft die Bahnstrecke Cham–Bad Kötzting. Nächster Haltepunkt auf dieser Strecke ist Chamerau 1,5 Kilometer südlich von Göttling.
Östlich von Göttling erhebt sich der 523 Meter hohe Eierberg.

## Geschichte
Göttling liegt in der Cham-Further Senke, die sowohl als Handelsstraße als auch als militärischer Aufmarschraum seit frühester Zeit Bedeutung hatte. Sie war zunächst im Besitz der Merowinger, dann der Agilolfinger. Nach Absetzung von Tassilo III. im Jahr 788 folgte den Agilolfingern das ostfränkische Königtum und im 10. Jahrhundert das deutsche Königtum. Damit wurde das Gebiet der Cham-Further Senke zum Königsland, dem Campriche. Hier wurde nun eine neue wehrpolitische Organisation geschaffen, die ein Gegengewicht zum böhmischen Chodenwesen darstellte. Besondere Bedeutung hatte in diesem Zusammenhang die Burg Cham. Im 11. Jahrhundert entstand zur weiteren militärischen Befestigung des Grenzlandes rund um die Burg Cham ein dichtes Befestigungsnetz weiterer Burgen. Zu diesen Burgen gehörte auch Göttling. Die Inhaber dieser Burgen waren Ministerialen der Markgrafen von Cham. Die Familie der Göttlinger war im 14. Jahrhundert auch Inhaber der 4 Kilometer südwestlich von Göttling gelegenen Burg Gutmaning.
Göttling hatte 1752 6 Anwesen, darunter ein Gemeinde-Hüthaus. Die Eigentümer hießen Nagerl, Fischer, Feusterl, Kaiser, König.
1808 wurde die Verordnung über das allgemeine Steuerprovisorium erlassen. Mit ihr wurde das Steuerwesen in Bayern neu geordnet und es wurden Steuerdistrikte gebildet. Dabei kam Göttling zum Steuerdistrikt Niederrunding. Der Steuerdistrikt Niederrunding umfasste die Orte Niederrunding, Göttling, Langwitz, Öd, Perwolfing und Satzdorf.
1821 wurden im Landgericht Cham Gemeinden gebildet. Aus dem Steuerdistrikt Niederrunding ging die Gemeinde Niederrunding hervor. Die Gemeinde Niederrunding bestand 1861 aus den Ortschaften Niederrunding, Göttling, Langwitz, Perwolfing und Satzdorf.
Bei der Gebietsreform in Bayern wurde 1972 die Gemeinde Niederrunding in die Gemeinde Runding eingemeindet.
Göttling gehört zur Pfarrei Runding. 1997 hatte Göttling 60 Katholiken.

## Einwohnerentwicklung ab 1838
| Jahr | Einwohner | Gebäude |
| ---- | --------- | ------- |
| 1838 | 45        | 9       |
| 1861 | 36        | 21      |
| 1871 | 46        | 31      |
| 1885 | 59        | 10      |
| 1900 | 48        | 11      |
| 1913 | 58        | 9       |

| Jahr | Einwohner | Gebäude |
| ---- | --------- | ------- |
| 1925 | 48        | 11      |
| 1950 | 52        | 9       |
| 1961 | 50        | 8       |
| 1970 | 56        | k. A.   |
| 1987 | 60        | 12      |
| 2011 | 49        | k. A.   |

## Denkmalschutz und Tourismus
Das Gebiet von Göttling wurde bereits in vorgeschichtlicher Zeit besiedelt. Davon zeugt eine mesolithische Freilandstation mit einer Siedlung der Urnenfelderkultur südöstlich von Göttling, die als Bodendenkmal mit der Denkmalnummer D-3-6742-0027 ausgezeichnet ist.
In einem Aussiedlerhof westlich von Göttling befinden sich ein Wohnstallhaus und eine Scheune, beide denkmalgeschützt mit der Denkmalnummer D-3-72-155-11. Das Wohnstallhaus ist ein giebelständiger Blockbau mit Kniestock und aufgesteiltem Satteldach aus der Mitte des 19. Jahrhunderts. Die Scheune ist ein traufständiger Ständerbau mit abgewalmtem Satteldach aus dem 19. Jahrhundert. Sie wurde um 1928/30 erhöht.
Am südöstlichen Ortsrand von Göttling und am Ufer des Regens verläuft der Haidsteiner Weg. Dieser Haidsteiner Weg kann als Zubringer zum Europäischer Fernwanderweg E6 (E6) genutzt werden. Er führt nach Haidstein. Dort zweigt Richtung Nordosten der Baierweg ab, welcher auf dem Nordwesthang des Hohen Bogens auf den E6 trifft.
Am südlichen Ortsrand von Göttling, am Ufer des Regens, verlaufen die Radwanderwege:
- Regental-Radweg[30]
- Grünes Dach-Radweg[31]